# مادینا تایمازووا
مادینا تایمازووا (روسی: Мадина Андреевна Таймазова؛ زادهٔ ۳۰ ژوئن ۱۹۹۹) جودوکار زن اهل روسیه است.